# Tiger Knight: Empire War
Tiger Knight: Empire War é um jogo multijogador massivo online que mistura tácticas em tempo real e RPG electrónico de acção. O jogo fixa os seus cenários por volta do ano 200 a.C.. Originalmente baseado no período dos Três Reinos na Antiga China, aloja agora a Roma Antiga e está previsto que faça a mesma cousa com o Império Cuchana e com o Império Parta. Foi lançado no Steam como gratuito para jogar (e por pouco tempo como accesso antecipado) em Agosto de 2016. O jogo está a ser desenvolvido para ser compatível com as plataformas de realidade virtual (RV).
Cada jogador comanda uma hoste e, enquanto o enfoque está na jogabilidade jogador contra jogador (JxJ), o jogo também fornece um modo jogador contra ambiente (JxA). As batalhas decorrem entre centenas de unidades controladas pelos jogadores. O jogo enfoca-se essencialmente no combate a pé nos livéis mais baixos e, no combate montado nos livéis mais altos, com enfoque simultâneo na comunicação, estratégia e táctica mas também no desempenho individual.

## Facções
Actualmente há quatro facções principais, três delas baseadas nos Três Reinos da Antiga China – Shu, Wei e Wu–, a outra é o Império Romano. O Império Cuchana e o Império Parta estão ainda em desenvolvimento.
Cada facção principal tem uma classe específica de tropas com características únicas. Os jogadores escolhem a classe que quiserem a qual contém um tipo de soldado que o jogador pode usar durante a briga.

### Wei

#### Infantaria
A infantaria de Wei está equipada com uma armadura pesada e com um pau armado de choupa.
| Prós | Contras                                                                                          |
| --- | ------------------------------------------------------------------------------------------------ |
| - A armadura de ferro tem boa capacidade de defesa; - Forte capacidade anti-colisão; - A habilidade das choupas tem alta letalidade contra as cavalarias. | - Má mobilidade, torna-os fracos contra os arqueiros; - Mau desempenho no combate corpo a corpo. |

##### Dicas
- Dada a sua capacidade de dizimar a cavalaria são geralmente dispostos de flanco para resistir as cargas de cavalaria inimigas;
- Podem proteger o seu posto mantendo ao mesmo tempo a formação mesmo mexendo-se.

#### Cavalaria pesada
A cavalaria ligeira de Wei está equipada com uma armadura pesada e uma cota para o cavalo, uma alabarda e uma espada.
| Prós                                                      | Contras                                                              |
| --------------------------------------------------------- | -------------------------------------------------------------------- |
| - Forte capacidade de embate e assalto; - Boa mobilidade. | - Mau desempenho em combates próximos longos; - Pouca flexibilidade. |

##### Dicas
- Devido à forte capacidade de colisão, a cavalaria pesada sempre ataca os flancos émulos de forma a romper a sua formação;
- A boa mobilidade torna possível ladear e atacar as tropas inimigas;
- "Atacar e fugir" é uma regra importante para as cavalarias pesadas que não estão afeiçoadas a cercos de longa duração.

#### Cavalaria ligeira
A cavalaria ligeira de Wei está equipada com uma armadura leve e uma cota para o cavalo, um arco e flechas e uma espada.
| Prós                                                                                                  | Contras                                                                                                |
| --- | --- |
| - Excelente mobilidade e flexibilidade; - Letalidade de alcanço meio-alto; - Boa visão de observação. | - Pouco dano, falta de precisão; - Pouco capacidade de defesa, especialmente no combate corpo a corpo. |

##### Dicas
- A boa visão de observação fornece uma melhor capacidade de reconhecimento do inimigo;
- A táctica principal da cavalaria de Wei é a de assediar e acuar;
- Podem atacar os inimigos enquanto lutam com tropas ligeiras.

## Modos

### Modo de comando
O modo de comando (Command Mode) é um modo JxJ com entre dez a quatorze jogadores, os quais comandam individualmente um auxiliar e até quarenta soldados para derrotar. Os jogadores dividem-se em duas equipas enfrentadas. A dificuldade no modo de comando divide-se em três livéis: básico, intermédio e avançado.

### Modo de duelo
O modo de duelo (Duel Mode) é um modo no qual não há soldados, o jogador só controla o seu general. Aloja uma batalha de 16x16 e contém seis sub-modos. Os jogadores podem lutar individualmente ou em equipa. Cada embate prolonga-se por quinze minutos (ou oitenta kills).

### Guerra épica
O modo Guerra épica (Epic War) é um modo JxA no qual os jogadores lutam em equipa contra a IA (inteligência artificial) em simulações realísticas de batalhas famigeradas do tempo dos Três Reinos. A dificuldade no modo JxA divide-se em três livéis: fácil, normal e laborioso.

## Desenvolvimento
O jogo emprega o Unreal Engine 3, usa também o PhysX e o HairWorks. O jogo é desenvolvido de forma representar com bastante precisão histórica os cenários, as armas, os soldados e as armaduras. A banda sonora do jogo foi composta por Hitoshi Sakimoto.

## Requerimentos

### Mínimos
- Sistema operacional: Microsoft Windows 7, 8, 10 de 32 bit;
- Processador: 3.0 GHz Dual core;
- Memória: 4GB de RAM;
- Placa gráfica: Compatível com o DirectX9 com 1024MB de RAM;
- DirectX: Versão 9;
- Rede: Ligação à Internet de banda larga;
- Espaço livre no disco: Requer 10 GB livres;
- Placa de som: Placa de som compatível com o DirectX.[2]

### Recomendados
- Sistema operacional: Microsoft Windows 7, 8, 19 64 bit;
- Processador: 3.7 GHz Quad core;
- Memória: 8 GB de RAM;
- Placa gráfica: Compatível com o DirectX11 com 2048 de RAM;
- DirectX: Versão 11;
- Rede: Ligação à Internet de banda larga;
- Espaço livre no disco: Requer 10 GB livres;
- Placa de som: Placa de som compatível com o DirectX.[2]